# 里奧 (佛羅里達州)
里奧（英語：Rio）是位於美國佛羅里達州馬丁縣的一個人口普查指定地區。

## 地理
里奧的座標為27°13′06″N 80°14′24″W / 27.21833°N 80.24000°W，而該地最高點為海拔高度1米（即3英尺）。

## 人口
根據2010年美國人口普查的數據，里奧的面積為2.30平方千米，當中陸地面積為1.00平方千米，而水域面積為1.30平方千米。當地共有人口1028人，而人口密度為每平方千米446人。